# Каменний Брод (Яшкинський округ)
Ка́менний Брод (рос. Каменный Брод) — присілок у складі Яшкинського округу Кемеровської області, Росія.

## Населення
Населення — 2 особи (2010; 13 у 2002).
Національний склад (станом на 2002 рік):
- росіяни — 100 %